# Aleksandr Aleksandrov (compozitor)
Aleksandr Aleksandrov (în rusă Александр Васильевич Александров; n. 1/13 aprilie 1883, Plahino⁠(d), Moscova, Rusia – d. 8 iulie 1946, Berlin, Zona de ocupație sovietică) a fost un compozitor rus. fondator al Ansamblului Aleksandrov, care a scris muzica pentru Imnul Uniunii Sovietice, care în 2000 a devenit Imnul Național al Rusiei (cu versuri noi). În timpul carierei sale, a lucrat și ca profesor la Conservatorul de Stat „Ceaikovski” din Moscova și a devenit doctor în arte. Opera sa a fost recunoscută prin titlul de Artist al Poporului din URSS și două premii Stalin.

## Istoric
Aleksandr Vasilievici Aleksandrov, cunoscut sub numele de Sașa, s-a născut la 13 aprilie 1883 în Plakhino, un sat din guvernoratul Reazan, la sud-est de Moscova. Când era băiat, cântatul lui era atât de impresionant încât a călătorit la Sankt Petersburg pentru a deveni cor la Catedrala din Kazan. Elev al lui Nikolai Medtner, a studiat compoziția la Sankt Petersburg și la Moscova, unde în cele din urmă a devenit profesor de muzică în 1918 și director de cor al Catedralei „Hristos Mântuitorul” din Moscova între 1918 și 1922.
Aleksandrov a fondat Ansamblul Aleksandrov și a petrecut mulți ani ca director, rol în care a câștigat favoarea lui Iosif Stalin, conducătorul țării în ultimele două decenii din viața lui Aleksandrov. Corul său a participat cu succes la Expoziția Universală din 1937 de la Paris, iar în 1942, Stalin i-a însărcinat îmoreună cu textierii Serghei Mihalkov și Gabriel Ureklian să compună un nou Imnul național al Uniunii Sovietice, care a fost adoptat oficial la 1 ianuarie 1944 și a fost folosit de către Uniunea Sovietică până la destrămarea acesteia în 1991. în decembrie 2000, a redevenit Imnul Național al Rusiei cu versuri noi scrise tot de Serghei Mihalkov.
De asemenea, a compus celebrul cântec „Războiul Sfânt” și marșul oficial al Forțelor Armate sovietice și acum Ruse, Cântecul Armatei Sovietice.
A avut un atac de cord și a murit la 8 iulie 1946, la vârsta de 63 de ani, în timpul unui turneu la Berlin.